# Tessamoro pallidus
Genre
Espèce
Tessamoro pallidus, unique représentant du genre Tessamoro, est une espèce d'araignées aranéomorphes de la famille des Linyphiidae.

## Distribution
Cette espèce est endémique de l'île de Sakhaline en Russie,.

## Description
Le mâle holotype mesure 1,68 mm et les femelles de 2,00 à 2,18 mm.

## Publication originale
- (en) Eskov, 1993 : Several new linyphiid spider genera (Araneida Linyphiidae) from the Russian Far East. Arthropoda Selecta, vol. 2, no 3, p. 43-60 (texte intégral).